# Rakesh Roshan
Rakesh Roshan, właśc. Rakesh Roshanlal Nagrath, hindi: राकेश रोशन, Rākeś Rośan; urdu: راکیش روشن (ur. 6 września 1949 w Bombaju) – indyjski reżyser, producent i aktor filmowy, pracujący w Bollywood.
Tytuły wszystkich jego filmów zaczynają się na literę K – reżyser uważa, że przynosi mu to szczęście.
Jest synem kompozytora indyjskiego Roshana. Jego brat Rajesh Roshan, podobnie jak ojciec, jest muzykiem i skomponował muzykę do większości filmów Rakesha. Aktorem jest również syn Rakesha Roshana, Hrithik.

## Filmografia
jako reżyser
- 1987: Khudgarz
- 1988: Khoon Bhari Maang
- 1989: Kala Bazaar
- 1990: Kishen Kanhaiya
- 1991: Khel
- 1993: King Uncle
- 1995: Karan Arjun
- 1997: Węgiel
- 2000: Karobaar
- 2000: Kaho Naa... Pyaar Hai
- 2003: Znalazłem cię
- 2006: Krrish
- 2009: Krrish 2

jako producent
- 1980: Aap Ke Deewane
- 1982: Kaamchor
- 1984: Jaag Utha Insan
- 1986: Bhagwan Dada
- 1987: Khudgarz
- 1988: Khoon Bhari Maang
- 1990: Kishen Kanhaiya
- 1993: King Uncle
- 1995: Karan Arjun
- 1997: Węgiel
- 1997: Kaun Sachcha Kaun Jhootha
- 2000: Kaho Naa... Pyaar Hai
- 2003: Znalazłem cię
- 2006: Krrish